# Kościół Notre Dame des Champs w Paryżu
Kościół Notre-Dame-des-Champs  - katolicki neoromański kościół w 6. okręgu Paryża.

## Historia
Na miejscu obecnego kościoła znajdowała się w starożytności rzymska świątynia Merkurego, która po zaprowadzeniu chrześcijaństwa została zmieniona w kościół Notre-Dame des Vignes. Kolejne przebudowy obiektu miały miejsce w XI i XVI w. - opiekujący się zabudowaniami benedyktyni najpierw rozbudowali obiekt, a następnie zmienili jego nazwę na Notre-Dame-des-Champs (Matki Boskiej Zielnej). Wkrótce po tej drugiej przebudowie zostali zmuszeni do oddania kościoła karmelitom. 
W czasie Wielkiej Rewolucji Francuskiej kościół został całkowicie zniszczony, pamiątką po nim pozostała jedynie ulica o analogicznej nazwie. Dopiero w czasach II Cesarstwa, w 1858 r., przywrócono istnienie parafii Notre Dame des Champs i odbudowano drewnianą kaplicę. W 1867 r. rozpoczęto budowę nowego, murowanego kościoła. Autorem projektu kościoła był Leon Ginain, który ukończył pracę w dziewięć lat później. 

## Architektura
Kościół jest trójnawowy, z nawą środkową wyższą o połowę w porównaniu z bocznymi. Wejście na teren obiektu prowadzi przez troje drzwi obramowanych bogato rzeźbionymi portalami. Na drugim poziomie fasady znajduje się imponująca neoromańska rozeta, otoczona płaskorzeźbą - neoromańskim półkolistym łukiem. Fasadę wieńczy fryz oraz krzyż. Nawa główna posiada rząd okien w kształcie półkolistych łuków, kościół składa się ponadto z dwóch transeptów, dwóch absyd i wieży. Całość utrzymana jest w stylu neoromańskich przypominającym budownictwo włoskie. 
Wnętrze obiektu jest bardzo skromnie dekorowane. Faktycznie brakuje w nim ołtarzy bocznych, jedyną dekorację stanowi imponujący cykl fresków z życia Maryi i Jezusa wykonanych przez Giacomottiego i Lafona.